# Lubomino (przystanek kolejowy)
Lubomino – kolejowy przystanek osobowy w Lubominie, w województwie warmińsko-mazurskim, w Polsce. Znajduje się tutaj 1 peron.

## Ruch pasażerski
| Rok  | Wymiana pasażerska na dobę |
| ---- | -------------------------- |
| 2017 | 0-9                        |
| 2022 | –                          |